# Jan Bednarczyk (samorządowiec)
Jan Bednarczyk (ur. 1950) – polski samorządowiec, burmistrz miasta i gminy Radków.
W latach 1985–2002 prezes Gminnej Spółdzielni „Samopomoc Chłopska”. W latach 1994–1995 radny Rady Miejskiej w Radkowie. Od 2002 burmistrz Radkowa.
W wyborach samorządowych na stanowisko burmistrza otrzymał:
- 2002 – 2082 głosy (57,53%)[2]
- 2006 – 2862 głosy za (89,92%), 321 przeciw[3]
- 2010 – 3006 głosów (84,82%)[4]
- 2014 – 2655 głosów (75,81%)[5]
- 2018 – 2606 głosów za (83,50%), 515 przeciw[6].
- 2024 – 2046 głosów (70,75%)[7]